# リーランド・フラー
リーランド・フラー（Leland Fuller、1899年2月16日 - 1962年10月9日）はアメリカ合衆国の美術監督。

## 作品
- 女はそれを我慢できない
- デジレ
- 百万長者と結婚する方法
- 結婚協奏曲
- 革命児サパタ
- 死の接吻
- ローラ殺人事件
- 天国は待ってくれる